# Laming Worthington-Evans

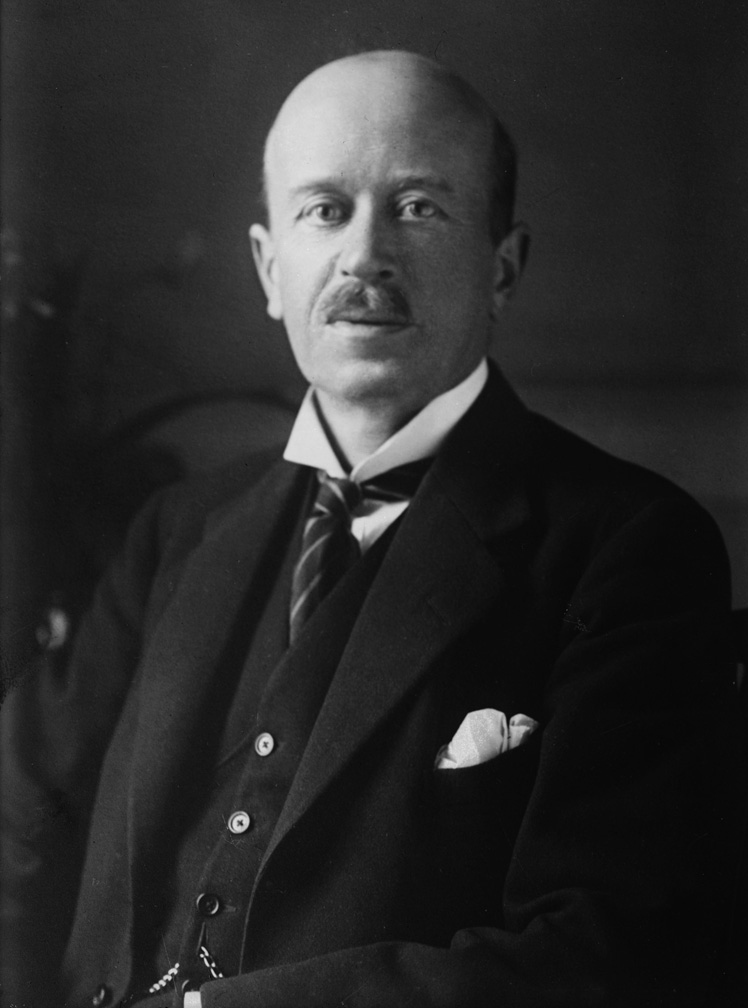
Sir Laming Worthington-Evans

Sir Worthington Laming Worthington-Evans, 1. Baronet, GBE, PC (Geburtsname: Laming Evans; * 23. August 1868; † 14. Februar 1931) war ein britischer Politiker der Conservative Party, der unter anderem zwischen 1910 und 1931 Mitglied des Unterhauses (House of Commons) war. Er war von 1918 bis 1919 Blockademinister, zwischen 1919 und 1920 Minister für Renten sowie von 1920 bis 1921 Minister ohne Geschäftsbereich. Er fungierte zudem zwischen 1921 und 1922 sowie erneut von 1924 bis 1929 als Kriegsminister sowie zwischenzeitlich von 1923 bis 1924 als Postminister. 

## Leben
Laming Evans absolvierte ein Studium der Rechtswissenschaften und war nach der anwaltlichen Zulassung als Solicitor tätig. Bei der Unterhauswahl 1906 bewarb er sich für die Conservative Party im Wahlkreis Colchester für ein Mandat im Unterhaus, verlor jedoch dem Kandidaten der Liberal Party Weetman Pearson mit 3122 Stimmen (52,6 Prozent) zu 2812 Stimmen (47,4 Prozent). Bei der darauf folgenden Unterhauswahl am 15. Januar 1910 wurde er im Wahlkreis Colchester mit 3717 Stimmen (56 Prozent) zum Mitglied des Unterhauses gewählt und vertrat diesen Wahlkreis nach seinen anschließenden Wiederwahlen bis zum 30. Mai 1929. Er war zwischen 1915 und 1916 Parlamentarischer Privatsekretär (Parliamentary Private Secretary) eines Kabinettsmitgliedes sowie 1916 für einige Zeit Kontrolleur des Außenhandelsministeriums (Controller of Foreign Trade Department). Am 15. November 1916 ihm in der Baronetage of the United Kingdom der erbliche Adelstitel Baronet, of Colchester in the County of Essex, verliehen. Zugleich ergänzte er seinen Familiennamen zu Worthington-Evans. 
Laming Worthington-Evans fungierte in der Regierung Lloyd George zunächst zwischen dem 10. Dezember 1916 und dem 30. Januar 1918 als Parlamentarischer Staatssekretär im Munitionsministerium (Parliamentary Secretary to the Ministry of Munitions) sowie anschließend vom 30. Januar bis 18. Juli 1918 als Parlamentarischer und Finanzstaatssekretär im Munitionsministerium (Parliamentary and Financial Secretary to the Ministry of Munitions). Nach einer Regierungsumbildung war er zwischen dem 18. Juli 1918 und der Auflösung dieses Amtes am 10. Januar 1919 Blockademinister (Minister of Blockade) sowie anschließend vom 10. Januar 1919 bis 2. April 1920 Minister für Renten (Minister of Pensions). Des Weiteren wurde er am 4. September 1918 auch Mitglied des Geheimen Kronrates (Privy Council). Zugleich war er zwischen dem 10. Januar 1919 bis 13. Februar 1921 als Minister ohne Geschäftsbereich (Minister without Portfolio) auch Kabinettsminister. Im Zuge einer weiteren Umbildung der Regierung Lloyd George wurde er am 13. Februar 1921 Kriegsminister (Secretary of State for War) und bekleidete dieses Ministeramt bis zum 19. Oktober 1922.
Für seine Verdienste wurde Laming Worthington-Evans am 3. Juni 1922 zum Knight Grand Cross des Order of the British Empire (GBE) geschlagen. In der ersten Regierung Baldwin bekleidete er vom 22. Mai 1923 bis zum 23. Januar 1924 als Generalpostmeister (Postmaster-General) das Amt des Postministers. Er war von 1924 bis zu seiner Ablösung durch Hilton Young 1925 Herausgeber der Tageszeitung Financial Times.
In der zweiten Regierung Baldwin fungierte Worthington-Evans zwischen dem 6. November 1924 und dem 4. Juni 1929 abermals als Kriegsminister. Bei der Unterhauswahl am 30. Mai 1929 wurde er schließlich im Wahlkreis Westminster St George’s letztmals zum Mitglied des Unterhauses gewählt und konnte sich dabei mit 22.448 Stimmen (78,1 Prozent) überdeutlich gegen den Bewerber der Labour Party, Joseph George Butler, durchsetzen, auf den 6294 Wählerstimmen (21,9 Prozent) entfielen. Er vertrat diesen Wahlkreis bis zu seinem Tod am 14. Februar 1931. Bei seinem Tod erbte sein Sohn William Shirley Worthington-Evans den Adelstitel als 2. Baronet.